# Kleine hardbloem
De kleine hardbloem (Scleranthus annuus subsp. polycarpos, synoniem: Scleranthus polycarpos, Scleranthus alpestris) is een eenjarige of soms overblijvende plant die behoort tot de anjerfamilie. De soort staat op de Nederlandse Rode lijst van planten als zeldzaam en stabiel of toegenomen. De plant komt van nature voor in Europa, Noord-Afrika en Klein-Azië. Het aantal chromosomen is 2n = 44.
De plant wordt 3 - 10 cm hoog en heeft stijf rechtopstaande stengels. De bladeren zijn tot 0,5 cm lang en daarmee kleiner dan die van de andere soorten hardbloem.
De kleine hardbloem bloeit van mei tot in augustus. De tweeslachtige, 2-3,5 mm grote bloemen zijn groenwit. De perigyne bloem heeft geen kroonbladen, maar wel kelkbladen. Perigyn wil zeggen dat het vruchtbeginsel bovenstandig is en de bloembodem een soort bloembeker (hypanthium) vormt, die half zo hoog is als het vruchtbeginsel. De tijdens de bloei iets uitstaande kelkslippen hebben een spitse top en een 0,05-0,2 mm brede witte rand. De kelkbladen zijn korter dan of even lang als de kelkbuis.
De vrucht is een 1-1,5 mm groot nootje. De vruchtdragende, 2,2-3 mm lange kelk heeft rechtopstaande of iets naar elkaar toe gebogen kelkslippen en een spitse top.

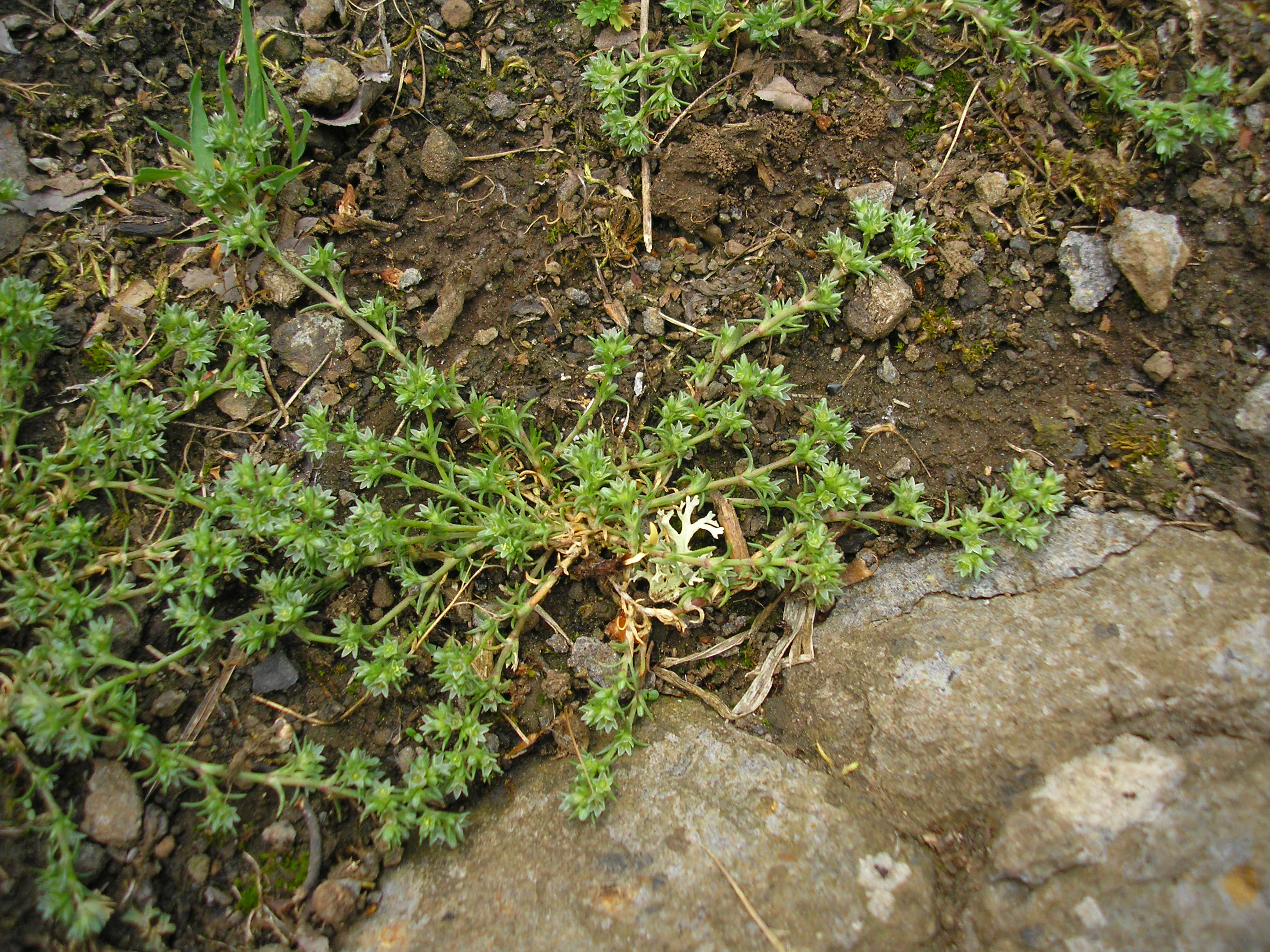
Plant
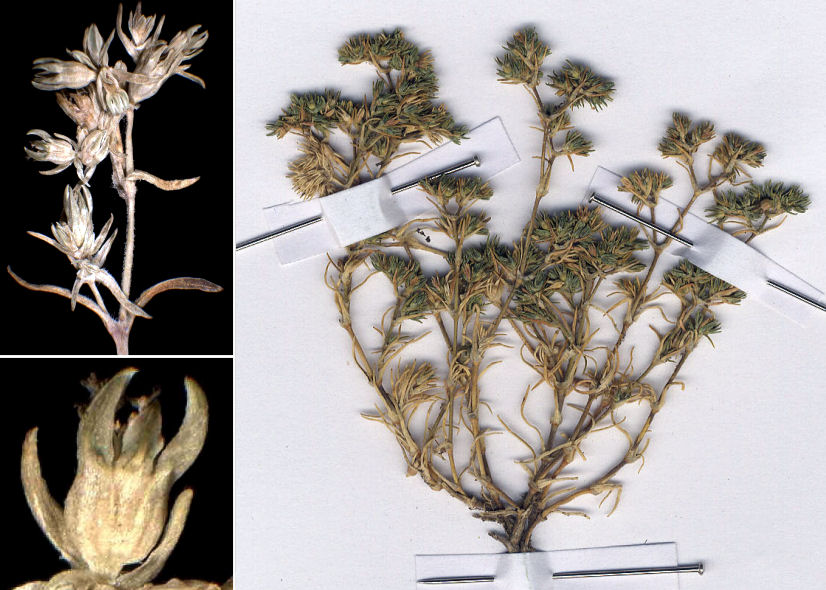
Herbariummateriaal
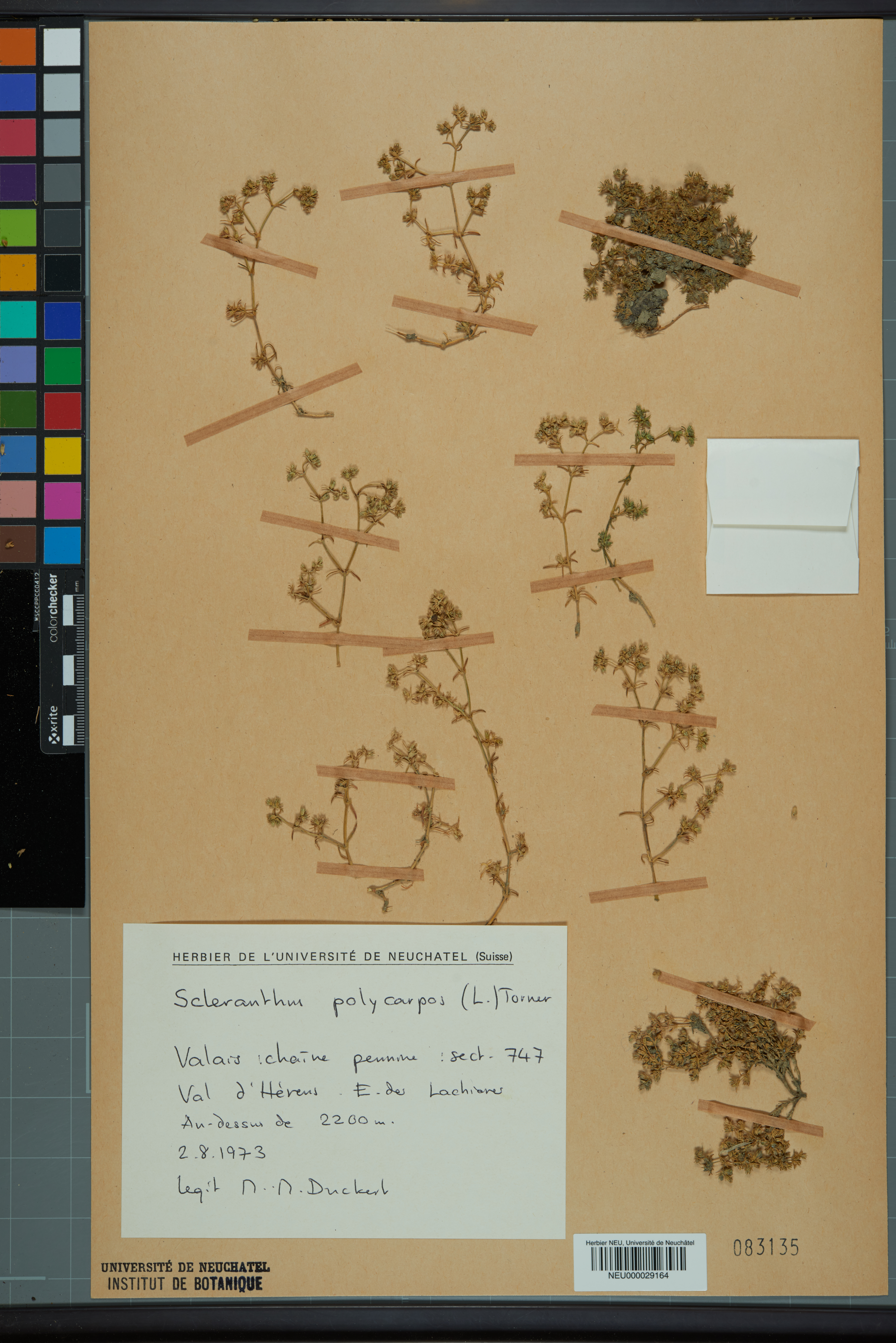
Herbariumexemplaar

De kleine hardbloem komt voor op open, droge, matig voedselarme tot matig voedselrijke, kalkarme grond.